# Wilhelm Grimm
Pour les articles homonymes, voir Grimm.
Œuvres principales
Der Rosengarten, Vrîdankes Bescheidenheit, Kleinere Schriften
Wilhelm Carl Grimm (né le 24 février 1786 à Hanau en landgraviat de Hesse-Cassel et mort le 16 décembre 1859 à Berlin en Prusse) est un conteur, linguiste, philologue allemand, connu pour avoir rassemblé des contes européens avec son frère Jacob et contribué à la rédaction du Deutsches Wörterbuch.

## Biographie
Wilhelm Grimm naquit en 1786 dans une famille protestante allemande, ses parents Philip et Dorothea, eurent neuf enfants, dont six survécurent. Wilhelm et son frère Jacob étaient les aînés. Son père meurt à l'âge de 45 ans et sa mère l’envoie avec Jacob auprès de leur tante à Cassel. Wilhelm et son frère étudient le droit à l'université de Marbourg. Un de leurs professeurs, Friedrich Carl von Savigny, leur ouvre sa bibliothèque privée et leur fait découvrir les auteurs romantiques.
En 1809, Wilhelm en raison de problèmes de santé, effectua une cure à Halle qui dut être financée par Jacob. Il résida au château de Giebichenstein (qui appartint au compositeur Johann Friedrich Reichardt) et enfin à Berlin où il rencontra Clemens Brentano avec lequel il fit la connaissance d'écrivains et d'artistes berlinois comme Ludwig Achim von Arnim. Lors de son voyage de retour à Cassel, Wilhelm rencontra aussi Johann Wolfgang von Goethe qui l'assura dans ses « efforts en faveur d'une culture longue et oubliée ».
Wilhelm publia en 1811 son premier livre, des traductions d'anciennes légendes danoises (Altdänische Heldenlieder). Le premier ouvrage commun des deux frères, sur le Chant de Hildebrand et le Prière de Wessobrunn, fut publié en 1812. Il fut suivi en décembre de la même année d'un premier recueil de Contes de l'enfance et du foyer (Kinder- und Hausmärchen), tiré à 900 exemplaires. Les deux frères s'essayèrent aussi à une édition allemande de l'Edda, ainsi que de Reineke Fuchs (une version allemande du Roman de Renart), travaux qui restèrent toutefois longtemps inachevés. De 1813 à 1816, les frères contribuèrent également à la revue Altdeutsche Wälder, consacrée à la littérature allemande ancienne, mais qui ne connut que trois numéros.
En 1814, Wilhelm devint secrétaire de la bibliothèque du musée de Cassel et s'installa à la Wilhemshöher Tor, dans un logement appartenant à la maison du prince électeur de Hesse, où son frère Jacob le rejoignit à son retour de Paris.
À l'âge de 30 ans, Jacob et Wilhelm Grimm avaient déjà acquis une position éminente de par leurs nombreuses publications. Ils vivaient ensemble à Cassel, sur le seul salaire modeste de Wilhelm pendant un temps. Ce ne fut qu'en avril 1816 que Jacob Grimm devint second bibliothécaire à Cassel, aux côtés de Wilhelm qui exerçait depuis deux ans comme secrétaire.
En 1825, il se maria avec Henrietta Dorothea Wild dont il eut quatre enfants, le premier prénommé Jacob mourra dans l'année. Wilhelm devint ensuite membre de l'académie des sciences de Berlin et professeur à l'Université Humboldt. Les deux frères s'étaient installés définitivement à Berlin où Wilhelm traduisit d'autres contes danois.
Durant cette période berlinoise, les deux frères se consacrèrent principalement à une œuvre colossale : la rédaction d'un dictionnaire historique de la langue allemande, qui en présenterait chaque mot avec son origine, son évolution, ses usages et sa signification. Wilhelm mourut en 1859. Ils furent tous deux enterrés au cimetière de Matthäus, à Berlin-Schöneberg.

## Ouvrages
- Altdänische Heldenlieder, Balladen und Märchen übersetzt (Heidelberg, 1811)
- Drei altschottische Lieder in Original und Übersetzung (Heidelberg, 1813)
- Über deutsche Runen (Göttingen, 1821)
- Zur Literatur der Runen (Vienne, 1828)
- Grâve Ruodolf (Göttingen, 1828 et 1844)
- Die deutsche Heldensage (Göttingen, 1829. 2e éd., 1867)
- De Hildebrando antiquissimi carminis teutonici fragmentum (Göttingen, 1830)
- Vrîdankes Bescheidenheit (Göttingen, 1834. 2e éd., 1860)
- Der Rosengarten (Göttingen, 1836)
- Ruolandes liet (Göttingen, 1838)
- Wernher vom Niederrhein (Göttingen, 1839)
- Konrads von Würzburg Goldene Schmiede (Berlin, 1840)
- Konrads von Würzburg Silvester (Göttingen, 1841)
- Über Freidank (Göttingen, 1855)
- Kleinere Schriften (Berlin, 1881, 4 vol.)